# Minamoto no Yoshishige
Minamoto no Yoshishige est un nom japonais traditionnel ; le nom de famille (ou le nom d'école), Minamoto, précède donc le prénom (ou le nom d'artiste).
Minamoto no Yoshishige (源 義重, 1135-1202) est le fondateur de la branche familiale Nitta du clan de samouraïs Minamoto qui a combattu aux côtés des Minamoto durant la guerre de Genpei. Il est également connu sous les noms Nitta Tarō et Nitta Yoshishige.
Son père est Minamoto no Yoshikuni et son grand-père Minamoto no Yoshiie.
Quatre siècles après sa mort, Yoshishige a été nommé à titre posthume chinjufu-shogun, ou « commandant en chef de la défense du Nord » en 1611 par Tokugawa Hidetada, le deuxième shogun Tokugawa. La famille Tokugawa prétendait (à tort) descendre des Nitta.